# Guillem Morell (escultor)
|  | Aquest article tracta sobre l'escultor. Vegeu-ne altres significats a «Guillem Morell». |

Guillem Morell o Guillem Morei (en llatí: Guillelmus Morey) (Mallorca, segle xiv- Girona, d.1396). Fou un «imaginer de pedra» (escultor) mallorquí i ciutadà de Girona.

## Biografia

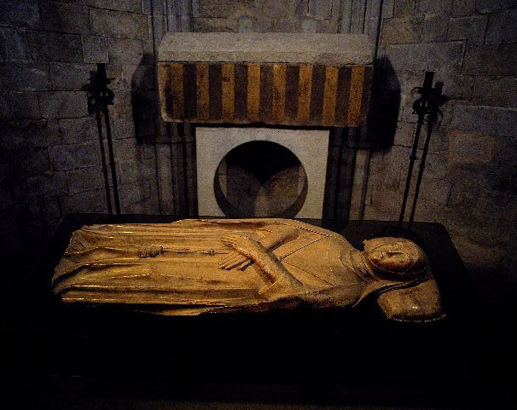
Sepulcre gòtic d'Ermessenda de Carcassona. L'escultura és obra de Guillem Morell.

Conegut per la seva obra a la Seu de Girona, el 1375 era «mestre de pedra» i treballava a la porta lateral. El 1385 el rei Pere IV d'Aragó «el Cerimoniós» (Pere terç) ordenava la reorganització dels panteons reials del Monestir de Santa Maria de Poblet, i alhora es preocupava de la resta de sepulcres dels seus antecessors. Aquell mateix any ordenava que els sepulcres de Ramon Berenguer II i d'Ermessenda de Carcassona fossin traslladats des de la galilea exterior de la seu romànica, cap a l'interior de la nova catedral gòtica que s'estava aixecant: «quorum corpora sepulta fuere in singulis tumbis ante portam ecclesie beate Marie sedis Gerunde quam translationem fieri facimus intus ecclesiam dicte sedis» i encarregà a Guillem Morell la realització de dos nous sepulcres gòtics pels comtes de Barcelona Ramon Berenguer II i la seva besàvia Ermessenda de Carcassona. Els nous sepulcres gòtics es limitaren a revestir els antics sepulcres romànics amb plafons laterals d'alabastre; en total cinc de frontals i dos de laterals pel sepulcre del comte, i dos de frontals del doble de llargada i dos de laterals pel sepulcre de la comtessa. Sobre els plafons s'hi esculpiren amb estil gòtic els escuts amb el Senyal Reial, emmarcats en una successió d'arcs; els escuts del comte porten quatre pals i els de la comtessa dos pals. Així mateix damunt el vestent davanter anterior de la tapa s'hi esculpiren sengles estàtues jacents dels sobirans. En una carta del mes de juliol del 1385 el rei Pere IV d'Aragó «el Cerimoniós» (Pere terç) ordenava com volia que fossin les vestidures de l'estàtua del comte de Barcelona, de qui afirmava: «ex cuius stirpe nos per Dei gratiam sumus recto ordine descendentes» («de l'estirp del qual nos per Gràcia de Déu som en línia directa descendent»). Les escultures dels comtes presenten un tractament acurat i estilitzat, i es caracteritzen per la perfecció tècnica. El sarcòfag del comte fou situat sobre la porta de la sagristia, i el de la comtessa damunt la porta que dona accés a l'escala del trifori. El 1394 el capítol de la seu de Mallorca sol·licità els seus serveis al de Girona, perquè de resultes de la mort del seu germà Pere Morell l'obra del portal del Mirador havia restat inacabada. Tanmateix, justament aquell mateix any, el 27 d'abril de 1394, per mort de Pere Sacoma, en fou nomenat successor esdevenint el nou mestre major d'obres de la catedral de Girona. El 1396 continuava residint a Girona però el 1397 fou destituït del seu càrrec per les polèmiques constructives que envoltaren la nova catedral de Girona, essent succeït per Pere de Sant Joan que exercí el càrrec fins al 1404.

## Obres
- Sepulcre d'Ermessenda de Carcassona, a la Seu de Girona (c. 1385)
- Sepulcre de Ramon Berenguer II, a la Seu de Girona (c. 1385)